# El problema de los treinta y seis oficiales
El problema de los treinta y seis oficiales es un rompecabezas matemático propuesto por Leonhard Euler en 1782.
El problema pregunta si es posible colocar a treinta y seis oficiales de seis regimientos diferentes y de cada uno de los seis grados (en cada regimiento) en un cuadrado de 6x6 de forma que no coincidan dos oficiales del mismo rango o del mismo regimiento en ninguna fila y en ninguna columna. Esta disposición forma un cuadrado grecolatino.
Euler demostró que el problema podía resolverse siempre que el lado del cuadrado fuese impar o múltiplo de cuatro (par de clase par) y conjeturó que no existía ninguna solución posible cuando era impar de clase par (múltiplo de 2 que no es múltiplo de 4).
Gaston Tarry en 1901 demostró la conjetura de Euler para el orden 6.
En 1960, Parker, Bose, y Shrikhande demostraron que la conjetura de Euler es falsa para todo n ≥ 10. Por lo tanto, existen cuadrados greco-latinos de lado n para todos los  n ≥ 3, excepto n = 6.
Además del caso del 6x6 el único otro caso en que el problema no tiene solución equivalente es el caso de 2x2, es decir, cuando hay 4 oficiales.